# Zbigniew Fil

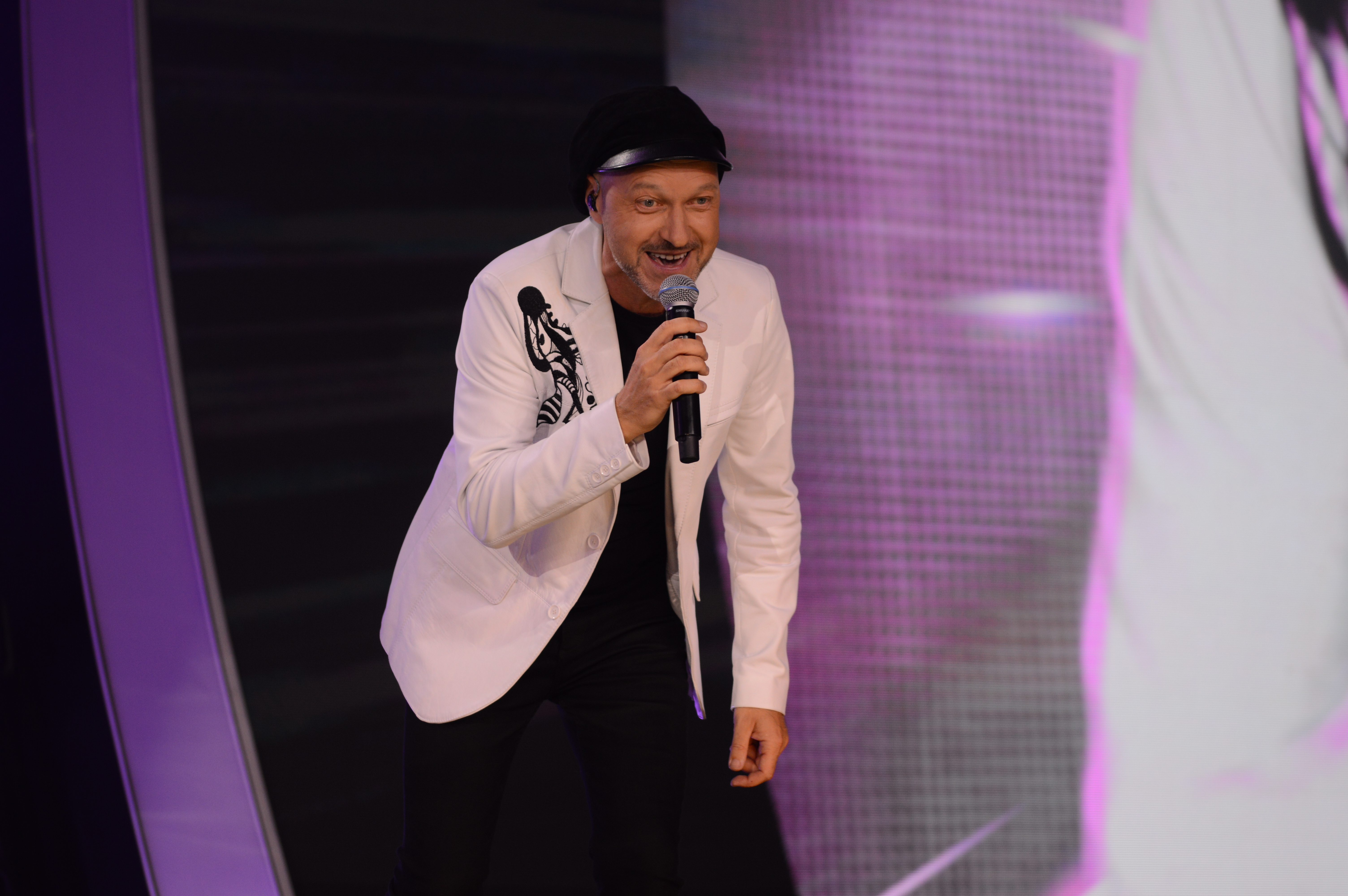

Zbigniew Fil (Zamość, 17 de marzo de 1977) cantante y multiinstrumentista polaco.
Estudió viola en la Academina musical de Cracovia y ganó en programa de TVN Droga do gwiazd.

## Discografía
- 1997 Nic nie boli, tak jak życie (Budka Suflera)
- 2005 Definition of Bass[1] (Wojciech Pilichowski)
- 2009 Zaczarowane Miasto[2] (Łosowski)